# Грибоподібні тіла

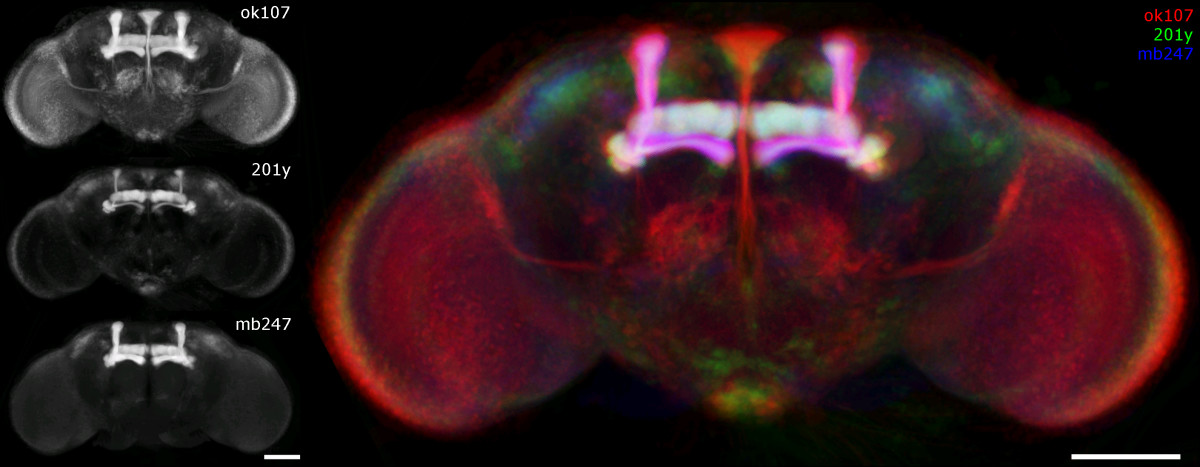
грибоподібні тіла в мозку дрозофіли. З роботи Jenett et al., 2006

Грибоподібні тіла (лат. corpora pedunculata) — парні структури в  мозку комах та інших  членистоногих. Являють собою кілька (до дванадцяти) шарів нейронів. Грибоподібні тіла складаються з пари шапок, пов'язаних з іншими частинами мозку центральним нервовим трактом, або так званими ніжками.
Грибоподібні тіла — центр інтеграції, до якого надходить інформація від різних аналізаторів. Їх можна вважати прообразом кори головного мозку. Їх роль полягає у формуванні асоціацій. Основний тип нейронів грибоподібний тіл — клітини Кеньйона.
Вперше грибоподібні тіла були описані французьким натуралістом Феліксом Дюжарденом у 1850 році .
Він показав, що тварини з більшими грибоподібним тілами при  декапітаціі демонструють більш виражені порушення координації, а малий розмір тіл пов'язаний з більш автоматичною, інстинктивним поведінкою. Два інших французьких біолога, Февр (фр. Faivre)і Біне, розвинули ідеї Дюжардена, показавши, що тіла необхідні для здійснення складної рухової активності.
Грибоподібні тіла задіяні в процесах навчання і відповідають за роботу пам'яті, особливо нюхової.  Вони досягають найбільших розмірів у  перетинчастокрилих, чия поведінка особливо тісно пов'язана зі сприйняттям запахів. У великих комах, як передбачається, грибоподібні тіла можуть виконувати й інші функції, пов'язані з пам'яттю і навчанням. А саме з асоціативною пам'яттю, сенсорною фільтрацією, контролем рухів, і просторовою пам'яттю. 
Також показано, що в мурах грибоподібні тіла відповідають за кодування просторової інформації та можуть зберігати в пам'яті сотні зображень, причому алгоритм кодування подібний до наявного в менш розвиненому органі двокрилих.
Еволюційні дослідження говорять про те, що ранні грибоподібні тіла у давніх комах не були пов'язані з нюхом і в основному отримували інформацію від механічних та оптичних сенсорних органів.